# César Aller
César Vicente Aller Rodríguez (Trobajo del Cerecedo, León, 1927) Poeta español. 

## Biografía
César Vicente Aller Rodríguez, nace en Trobajo del Cerecedo (León) el 10 de octubre de 1927. 

Sus padres, primeras  vivencias, su  pueblo y sus raíces leonesas, marcaron parte de su obra poética. Son un ejemplo: Padre hombre (1963). Madre mujer (1987). Primogenitura (1991). Esta Tierra y mi palabra (1960). 

Formación universitaria: Profesor mercantil. Licenciado en Ciencias Económicas y Graduado Social. 

Hombre de profundas creencias religiosas es Agregado de Opus Dei desde el 4 de abril de 1952. 

Reside en el Madrileño barrio de Malasaña desde 1961. 

Desarrolló su actividad profesional como funcionario del Ministerio de Hacienda, periodista, crítico literario y escritor.

Ha ejercido la crítica literaria en las desaparecidas Poesía Hispánica y Arbor respectivamente. También, ha colaborado en ABC de Madrid, El Diario de Ávila y El Faro astorgano.

## Premios
- 1964: Accésit del Premio Adonáis.
- 1968: Premio Internacional 'Calibo' de novela corta. El Tren

## Obras

#### Poemarios
- Esta tierra y mi palabra (León, Diputación, 1960).
- Versos en la piedra. Montañas de Boñar y río Porma (rev. Tierras de León, n.º 2, León, diciembre 1961)).
- Padre hombre (Madrid, Rialp, colección Adonáis, 1963).
- Libro de elegías (Madrid, Rialp, colección Adonáis, 1965).
- A cinco amigos (Málaga, Cuadernos de María José, 1967).
- Descubrimiento en el habla (Málaga, Cuadernos de María José, 1969).
- Ofrecimiento en sombra (Salamanca, Álamo, 1972).
- Diario contigo mismo (Madrid, Cultura Hispánica, 1975).
- Canciones del arco iris (poemas para niños) (Madrid, Magisterio Español,1979).
- Signos en fuego vivo (Madrid, Cultura Hispánica, 1979).
- Cuaderno de otoño (León, Provincia, 1982).
- César Aller y su poesía para niños (León, Everest,1986).
- Madre mujer (Madrid, Rialp, colección Adonáis, 1987).
- Símbolo (Málaga, El Guadalhorce,1988).
- En tus manos (Málaga, El Guadalhorce, 1988).
- Elegía asturiana (Madrid, Realigraf, 1989).
- Primogenitura (Sevilla, Guadalmena, colección Verso, n.º 1, 1991).
- Consagración de la primavera (Madrid, Endymión, 1991).
- Antología poética (Madrid, Juan Pastor/editor, 1992).
- Poemas del Sol (Madrid, Huerga y Fierro editores, colección fenice poesía, n.º 21, 1997).

#### Prosa
- El tren (novela) (Barcelona, Artfj, 1968).
- Siro. Libro de lectura 4 (cuentos para niños) (Madrid, Magisterio Español, 1971).
- En el tren (novela) (Barcelona, Ediciones Internacionales Universitarias, 1997).
- La tertulia (novela) (Madrid, Ediciones Internacionales Universitarias, Eiunsa,1998).

#### Estudios y ensayos
- La  poesía personal de Leopoldo Panero (Pamplona, Eunsa,  colección Temas Nt, 1976).
- Escritores Leoneses (Madrid, Endymion, 1998).

#### Publicaciones religiosas
- La vida de Jesucristo (Madrid, Sarpe, Mundo Cristiano, Palabra,  1966-1975-1990).
- La madre de Jesucristo (Madrid, Sarpe, Mundo Cristiano, Palabra,  1970-1975-1990).
- La vida oculta de Jesucristo (Madrid, Mundo Cristiano, 1975).
- Felicidad en las pequeñas cosas (Madrid, Mundo Cristiano, 1974).
- ¿Quieres conocer a Jesucristo?  (Madrid, Palabra, 2001).
- La libertad, riesgo y aventura (Madrid, Palabra, 1995).

#### Libros técnicos
- Recaudación de tributos (Madrid, Ministerio de Economía y Hacienda, 1981).

## Multimedia
Poemas de César Aller recitados por Carmelo Guillén Acosta
- "Invocación" en YouTube.
- "Río naciente" en YouTube.
- "Lenguaje de las nueces" en YouTube.
- "Despertar" en YouTube.
- "En las calles" en YouTube.
- "Testamento en las hojas del chopo" en YouTube.
- "Pueblo de montaña" en YouTube.
- "Hazte fuerte" en YouTube.
- "Como aquel que sabe que va morir" en YouTube.